# Take Me As I Am (песня Торнике Кипиани)
«Take Me As I Am» (в переводе с англ. — «Прими меня таким, какой я есть») — песня грузинского певца Торнике Кипиани, выпущенная 2 марта 2020 года, с которой он должен был представить Грузию на конкурсе «Евровидение-2020» в Роттердаме.

## История
Второй год подряд в качестве национального отбора участника на конкурс песни «Евровидение» от Грузии выступило музыкальное шоу «Звезда Грузии» (груз. საქართველოს ვარსკვლავი). В финальном выпуске программы Кипиани исполнил песню «Love, Hate, Love» американской группы «Alice in Chains» и по результатам голосования телезрителей с 33,82 % голосов одержал победу, превзойдя Барбару Самхарадзе, Тамар Какалашвили и Мариам Гогиберидзе.
В конце января было объявлено о том, что Кипиани выступит на «Евровидении-2020» с песней на английском языке «Take Me As I Am», слова и музыку к которой он написал в соавторстве с Алеко Бердзенишвили.
В марте был выпущен клип на песню, режиссёром которого выступил Темо Квирквелия.

## Конкурс «Евровидение-2020»
28 января 2020 года по результатам прошедшей жеребьёвки было объявлено о том, что представитель Грузии выступит во втором полуфинале конкурса «Евровидение-2020», который состоится 14 мая.
18 марта 2020 года Европейский вещательный союз объявил об отмене конкурса из-за пандемии коронавирусной инфекции COVID-19.